# Pont-Saint-Martin (Loire-Atlantique)
Pont-Saint-Martin (bretonisch: Pont-Marzhin) ist eine französische Gemeinde mit 6942 Einwohnern (Stand: 1. Januar 2022) im Département Loire-Atlantique in der Region Pays de la Loire. Pont-Saint-Martin gehört zum Arrondissement Nantes und zum Kanton Saint-Philbert-de-Grand-Lieu. Die Einwohner werden Martipontain(e)s genannt.
Die Gemeinde erhielt 2022 die Auszeichnung „Zwei Blumen“, die vom Conseil national des villes et villages fleuris (CNVVF) im Rahmen des jährlichen Wettbewerbs der blumengeschmückten Städte und Dörfer verliehen wird.

## Geographie
Pont-Saint-Martin liegt am Fluss Ognon in der historischen Region Pays de Retz etwa 13 Kilometer südlich von Nantes. Umgeben wird Pont-Saint-Martin von Bouguenais im Norden und Nordwesten, Rezé im Norden und Nordosten, Les Sorinières im Osten, Le Bignon Im Südosten, La Chevrolière im Süden und Südwesten sowie Saint-Aignan-Grandlieu im Westen.
Pont-Saint-Martin wird den Weinbaugebieten Gros Plant du Pays Nantais, Muscadet und Muscadet-Côtes de Grandlieu zugeordnet.

## Bevölkerungsentwicklung
| Jahr                       | 1962 | 1968 | 1975 | 1982 | 1990 | 1999 | 2006 | 2017 |
| Einwohner                  | 1932 | 2134 | 2690 | 3320 | 3835 | 4756 | 5373 | 6037 |
| Quellen: Cassini und INSEE |      |      |      |      |      |      |      |      |

## Sehenswürdigkeiten
- Menhirs des Dames de Pierre seit 1982 als Monument historique klassifiziert
- Schloss Le Plessis aus dem 15. und 17. Jahrhundert, Fassaden und Dächer seit 1975 als Monument historique eingeschrieben
- Schloss La Rairie, seit 1989 als Monument historique eingeschrieben
- Kirche Saint-Martin

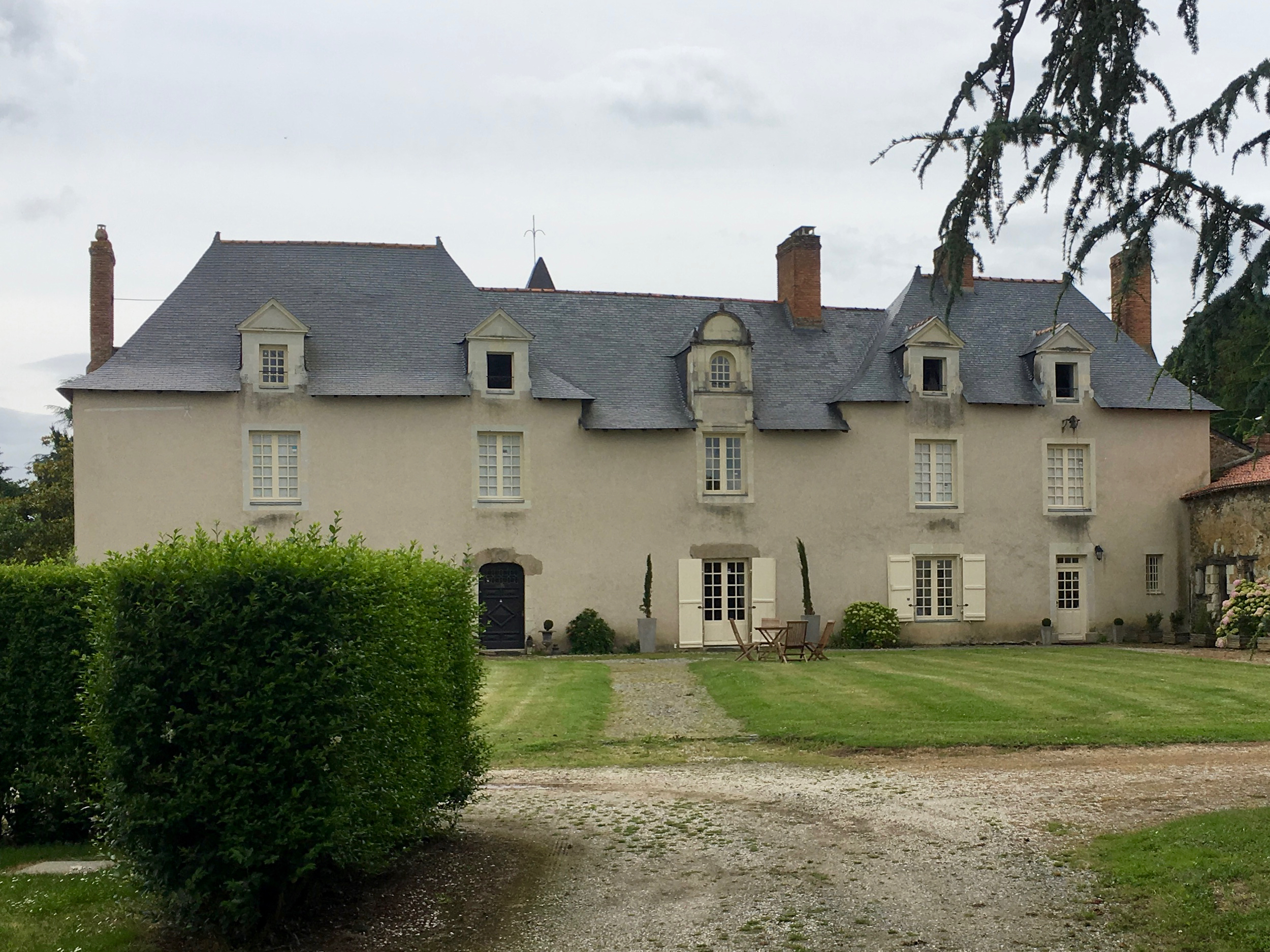
Schloss Le Plessis
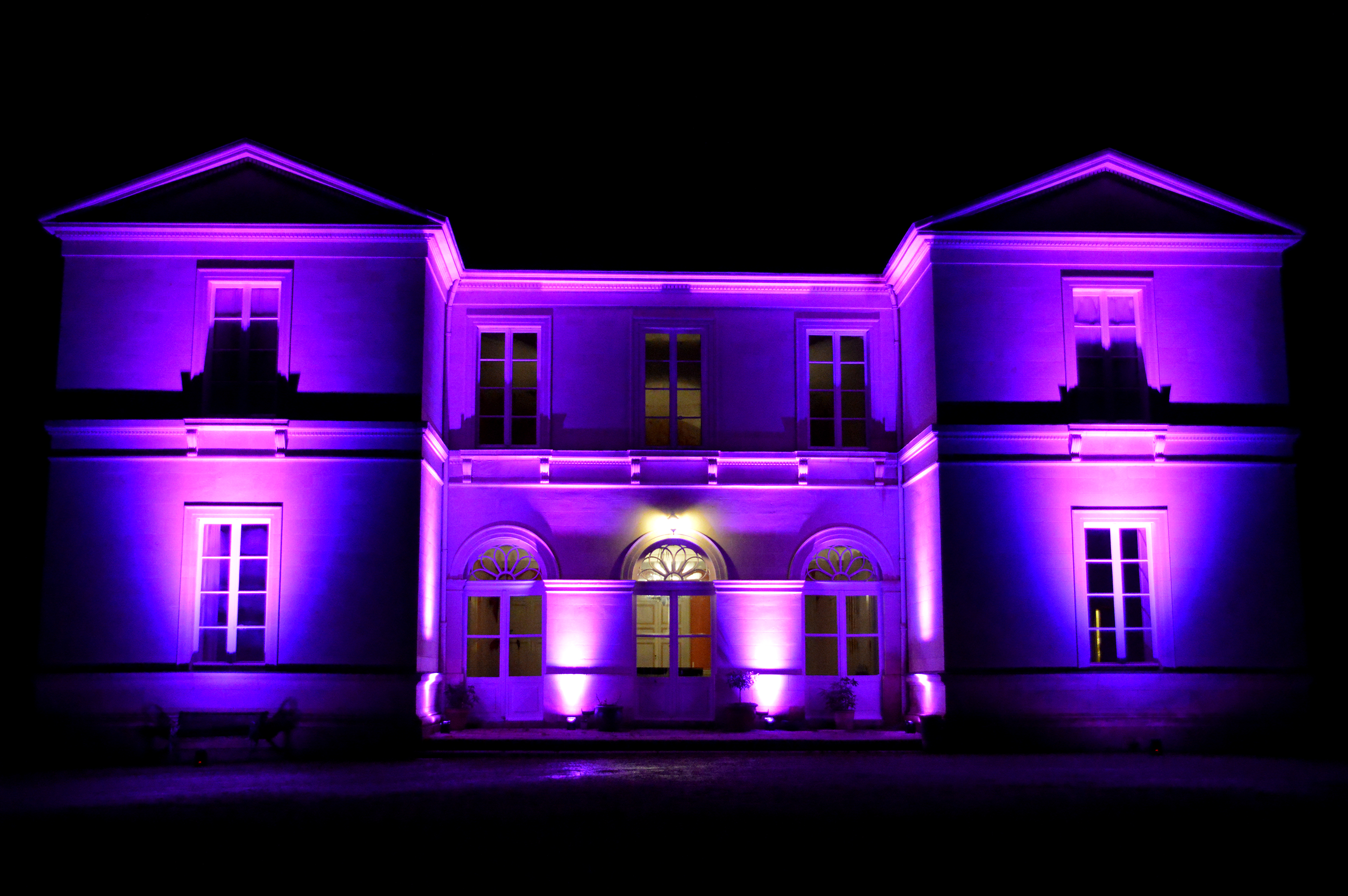
Schloss La Rairie am Abend
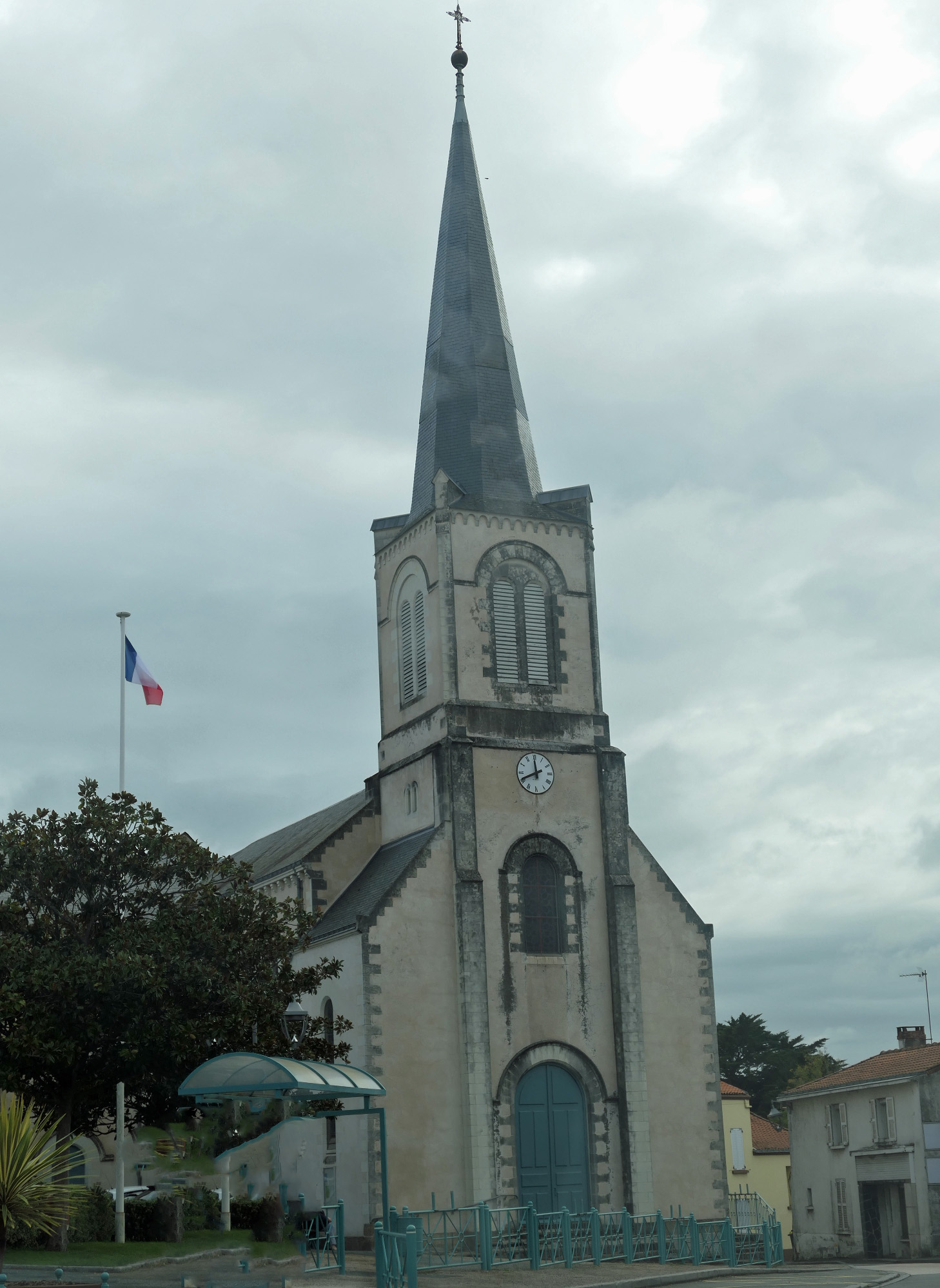
Kirche Saint-Martin

## Gemeindepartnerschaften
Mit der gleichnamigen italienischen Gemeinde Pont-Saint-Martin im Aostatal und der britischen Gemeinde Brockenhurst in Hampshire (England) bestehen Partnerschaften.